# 그레고리오 푸엔테스

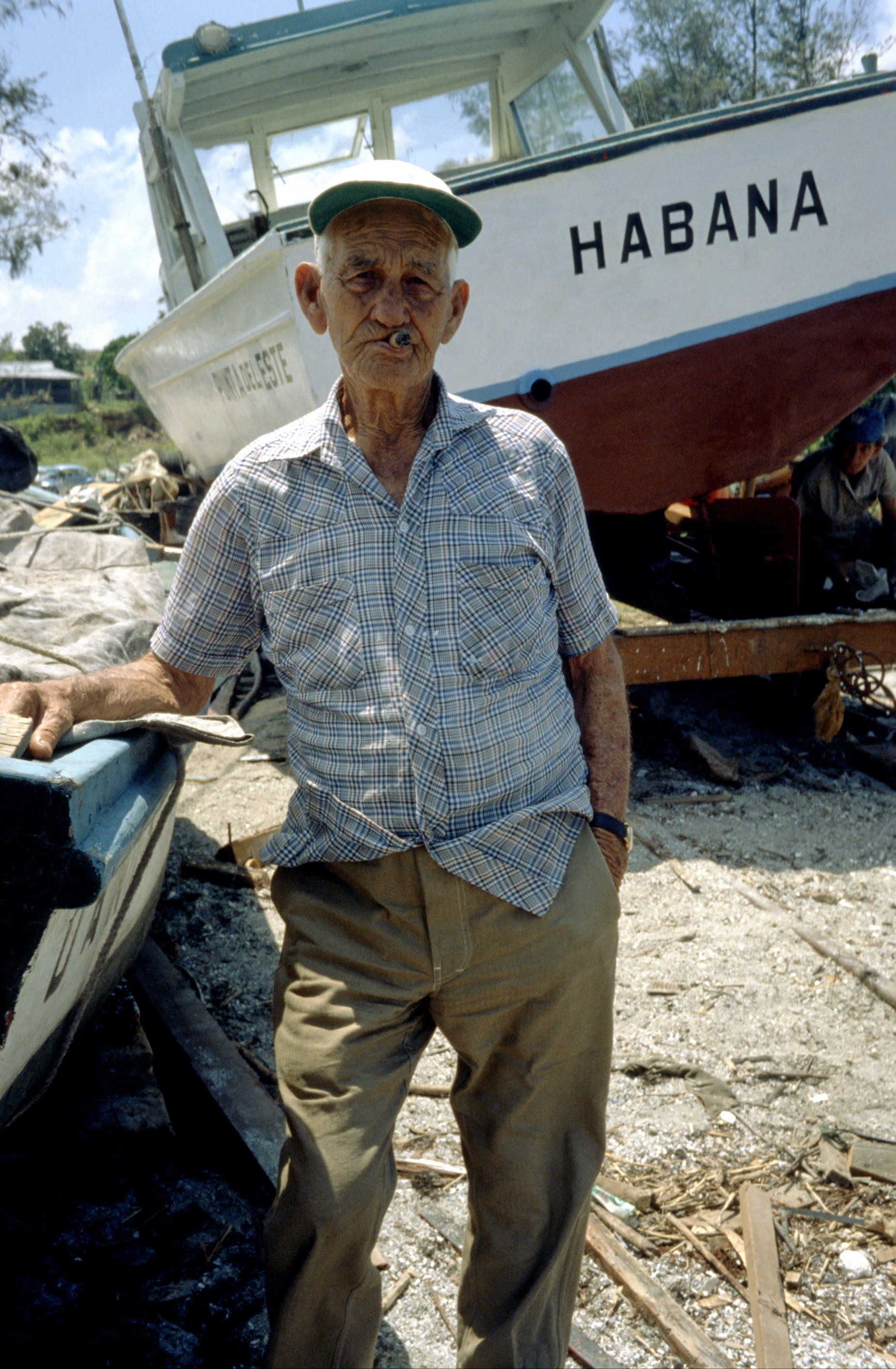
코히마르에서의 푸엔테스(1993년)

그레고리오 푸엔테스(Gregorio Fuentes, 1897년 7월 11일 ~ 2002년 1월 13일)는 쿠바의 어부이자 헤밍웨이 소유 선박 필라(Pilar)의 1등항해사였다. 푸엔테스는 노인과 바다의 주인공 산티아고의 모티브가 됐다고 알려져있지만 논란이 다소 있다.
푸엔테스는 카나리아 제도 라스팔마스주 란사로테섬 아레시페에서 태어나 10살 때 부친을 따라 갑판원이 되어 바다로 나간다. 10대로서 카나리아 제도에서 트리니다드와 푸에르토리코까지 그리고 발렌시아와 세비야에서 남미로 다니며 화물선에서 일했다. 22살 때 쿠바에 영구이주했다. 2001년에 스페인 국적 회복을 시도했다.
1938년 헤밍웨이의 정부 제인 메이슨이 헤밍웨이의 마사 겔혼과의 관계를 시기한 후 푸엔테스는 카를로 구티에레스를 이어 필라의 1등항해사로 고용됐다.
노인과 바다를 읽은 적이 전혀 없었다고 여겨지는 푸엔테스는 평생 흡연했으며 2002년 코히마르에서 암으로 죽었다.